# Валелапоста (Козенца)
Валелапоста је насеље у Италији у округу Козенца, региону Калабрија.
Према процени из 2011. у насељу је живело 131 становника. Насеље се налази на надморској висини од 821 м.